# アルフレート・ヴェンネンベルク
アルフレート・ベルンハルト・ユリウス・エルンスト・ヴェンネンベルク（Alfred Bernhard Julius Ernst Wünnenberg、1891年7月20日‐1963年12月30日）は、ナチス・ドイツの警察高官、また親衛隊（SS）の将軍。最終階級は親衛隊大将（SS-Obergruppenführer）、武装親衛隊大将（General der Waffen-SS）、警察大将（General der Polizei）。
第二次世界大戦前期には第4SS警察装甲擲弾兵師団や第4SS戦車軍団を率いて勇戦した。後期には秩序警察（オルポ）長官代理を務めた。

## 経歴
ザールブルク出身。1913年2月に帝政ドイツ陸軍に入隊。第一次世界大戦開戦までに下士官に昇進した。第一次世界大戦では西部戦線で戦い、1915年には中尉に昇進し、歩兵中隊指揮官に任じられた。1916年からは飛行機部隊のパイロットに選ばれ、偵察パイロットとして活躍した。
戦後、上シレジアで義勇軍（フライコール）に参加した。1920年9月に軍を去った。軍での最終階級は大尉であった。その後、プロイセン州警察に入隊。1920年4月からエッセンの警察学校で警察犬の指導員となった。ポツダムの警察学校でもインストラクターとして勤務。1924年2月に警察犬部隊の司令官となった。1926年にはクレーフェルトの警察学校、さらに1928年にはケルンの警察学校へ配属された。1928年5月からベルリンの警察の管理部に勤めた。1929年に結婚し、娘を一人儲けた。
1933年5月に国家社会主義ドイツ労働者党（ナチス党）に入党（党員番号222 2600）。1933年8月からビトムで警察守備隊の指揮官となった。1935年2月からザールブリュッケン、1937年10月からはブレーメンやマンハイムで勤務した。1938年12月にはシュトゥットガルトの警察監督官となった。
1939年10月に第3SS警察狙撃兵連隊の司令官となった。この際に親衛隊（SS）に入隊し（隊員番号405,898）、親衛隊大佐の階級を与えられた。対フランス戦やバルバロッサ作戦もこの連隊を率いて参加し、騎士鉄十字章を受章した。1941年11月5日にはヴァルター・クリューガーに代わって第4SS警察装甲擲弾兵師団の師団長に就任した。1942年4月には親衛隊少将・警察少将に昇進するとともに柏葉章を受章した。1943年6月10日に第4SS戦車軍団の軍団長となり、8月31日まで在職した。1943年9月1日から病となった秩序警察長官クルト・ダリューゲに代わって秩序警察長官代理となった。この座はドイツの敗戦まで保持している。1945年5月、親衛隊全国指導者ハインリヒ・ヒムラーは最後の意思でヴェンネンベルクを後継者に指名している。
敗戦後の1946年、アメリカ軍に逮捕されてダッハウの米軍収容所で拘禁されたが、翌年には釈放された。1963年12月30日にクレーフェルトで死去した。

## 受章
- 二級鉄十字章（1914年版）（Eisernes Kreuz (1914) II. Klasse）
- 一級鉄十字章（1914年版）（Eisernes Kreuz (1914) I. Klasse）
- 戦傷章金章（1918年版）（Verwundetenabzeichen (1918) in Gold）
- 名誉十字章前線戦士章（Ehrenkreuz für Frontkämpfer）
- 二級鉄十字章略章（Spange zum Eisernen Kreuz II. Klasse）
- 一級鉄十字章略章（Spange zum Eisernen Kreuz I. Klasse）
- 1941年/1942年冬季東部戦線従軍メダル（Medaille Winterschlacht im Osten 1941/42）
- 柏葉付騎士鉄十字章（Ritterkreuz des Eisernen Kreuzes mit Eichenlaub）[3]
  - 1941年11月15日、騎士鉄十字章（Ritterkreuz）
  - 1942年4月23日、柏葉章（Eichenlaub）
- 親衛隊全国指導者名誉長剣（Ehrendegen des RFSS）
- 親衛隊名誉リング（SS-Ehrenring）